# Leptogium coralloideum
Leptogium coralloideum är en lavart som först beskrevs av Meyen & Flot., och fick sitt nu gällande namn av Vain. Leptogium coralloideum ingår i släktet Leptogium och familjen Collemataceae.   Inga underarter finns listade i Catalogue of Life.